# Рапиле (Бузау)
Рапиле (рум. Râpile) насеље је у Румунији у округу Бузау у општини Панатау. Oпштина се налази на надморској висини од 396 m.

## Становништво
Према подацима из 2011. године у насељу је живело 175 становника.